# Chionaema moupinensis
Chionaema moupinensis är en fjärilsart som beskrevs av John Henry Leech 1889. Chionaema moupinensis ingår i släktet Chionaema och familjen björnspinnare. Inga underarter finns listade i Catalogue of Life.